# Darlêg

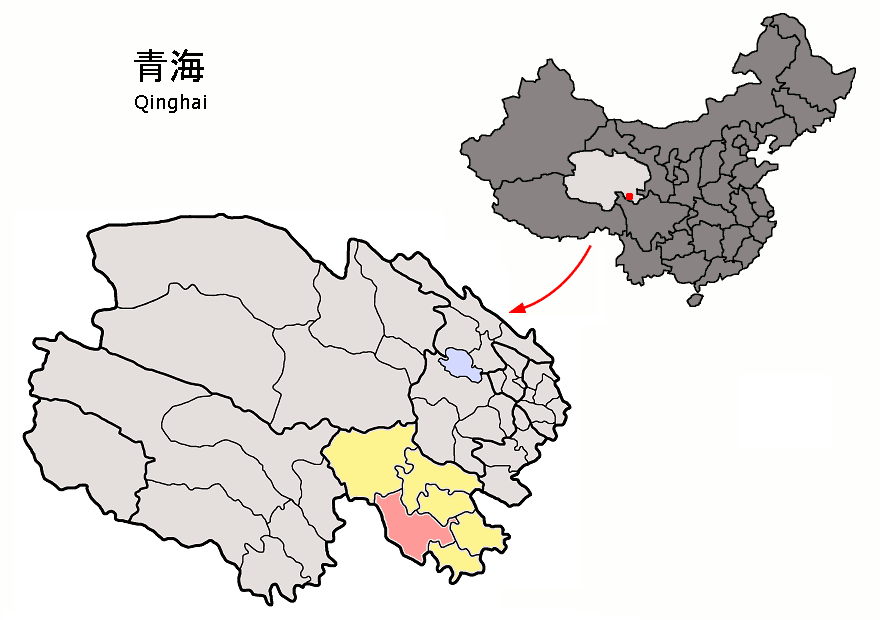
Lage des Kreises Darlêg (rosa) in Golog (gelb)

Der Kreis Darlêg (auch Darleg; tibetisch དར་ལག་རྫོང; Umschrift nach Wylie dar lag rdzong; chinesisch 达日县, Pinyin Dárì Xiàn) ist ein Kreis des Autonomen Bezirks Golog der Tibeter im Südosten der chinesischen Provinz Qinghai. Die Fläche beträgt 14.537 und die Einwohnerzahl 30.995 (Stand: Zensus 2010). 1999 betrug die Einwohnerzahl 22.498. Sein Hauptort ist die Großgemeinde Gyümai (Jímài Zhèn 吉迈镇).

## Administrative Gliederung
Auf Gemeindeebene setzt sich der Kreis aus einer Großgemeinde und neun Gemeinden zusammen.
Diese sind (Pinyin/chin.):
- Großgemeinde Jimai 吉迈镇 (Gyümai)

- Gemeinde Wosai 窝赛乡
- Gemeinde De’ang 德昴乡
- Gemeinde Manzhang 满掌乡
- Gemeinde Jianshe 建设乡
- Gemeinde Moba 莫坝乡
- Gemeinde Shanghongke 上红科乡
- Gemeinde Xiahongke 下红科乡
- Gemeinde Sangrima 桑日麻乡
- Gemeinde Tehetu 特合土乡